# La Adela

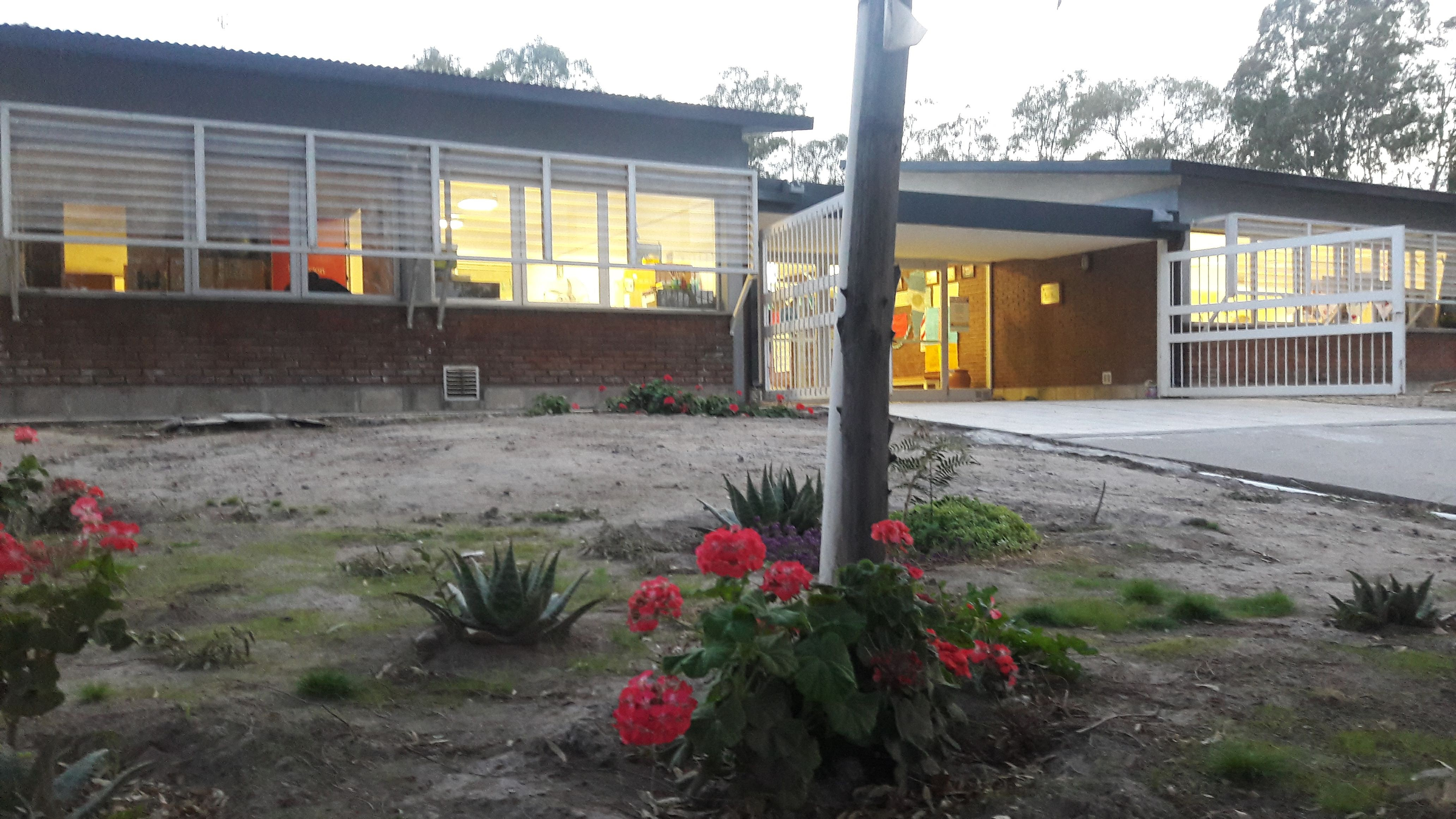
Colegio Secundario La Adela "Entre las bardas y el río"

La Adela es una localidad en la provincia de La Pampa, Argentina. Es la cabecera del departamento Caleu Caleu y se encuentra a 280 kilómetros de la capital provincial. La jurisdicción del municipio comprende la localidad de Anzoategui y su zona rural se extiende también sobre el departamento Lihuel Calel. Conforma, junto a la ciudad rionegrina de Río Colorado, una única aglomeración urbana.

## Población
Contó con 1,904 habitantes (Indec, 2010), lo que representó un incremento del 18% frente a los 1607 habitantes (Indec, 2001) del censo anterior. Si se suma la población de Río Colorado el ente conjunto alcanzaba los 13 637 habitantes (Indec, 2010).
El censo nacional 2022 arrojó 2603 habitantes y 1260 viviendas.
| Gráfica de evolución demográfica de La Adela entre 1991 y 2022 |
|                                                                |
| Fuente: censos nacionales del INDEC                            |

## Historia
La localidad fue fundada en 1909 y su nombre se asocia a una vieja casa de comercio que existía en la zona. Por la misma fecha, se inauguró el Viejo Puente Carretero, eje de la integración económica y social con la vecina ciudad de Río Colorado. Hasta entonces, la conexión entre ambas localidades era sólo a través de balsas y pequeñas barcazas. La necesidad de comunicación entre ambos pueblos se intensificó luego de que en 1897 se habilitara el ramal de ferrocarril que unía a Río Colorado con Bahía Blanca.

## Geografía física

### Meseta

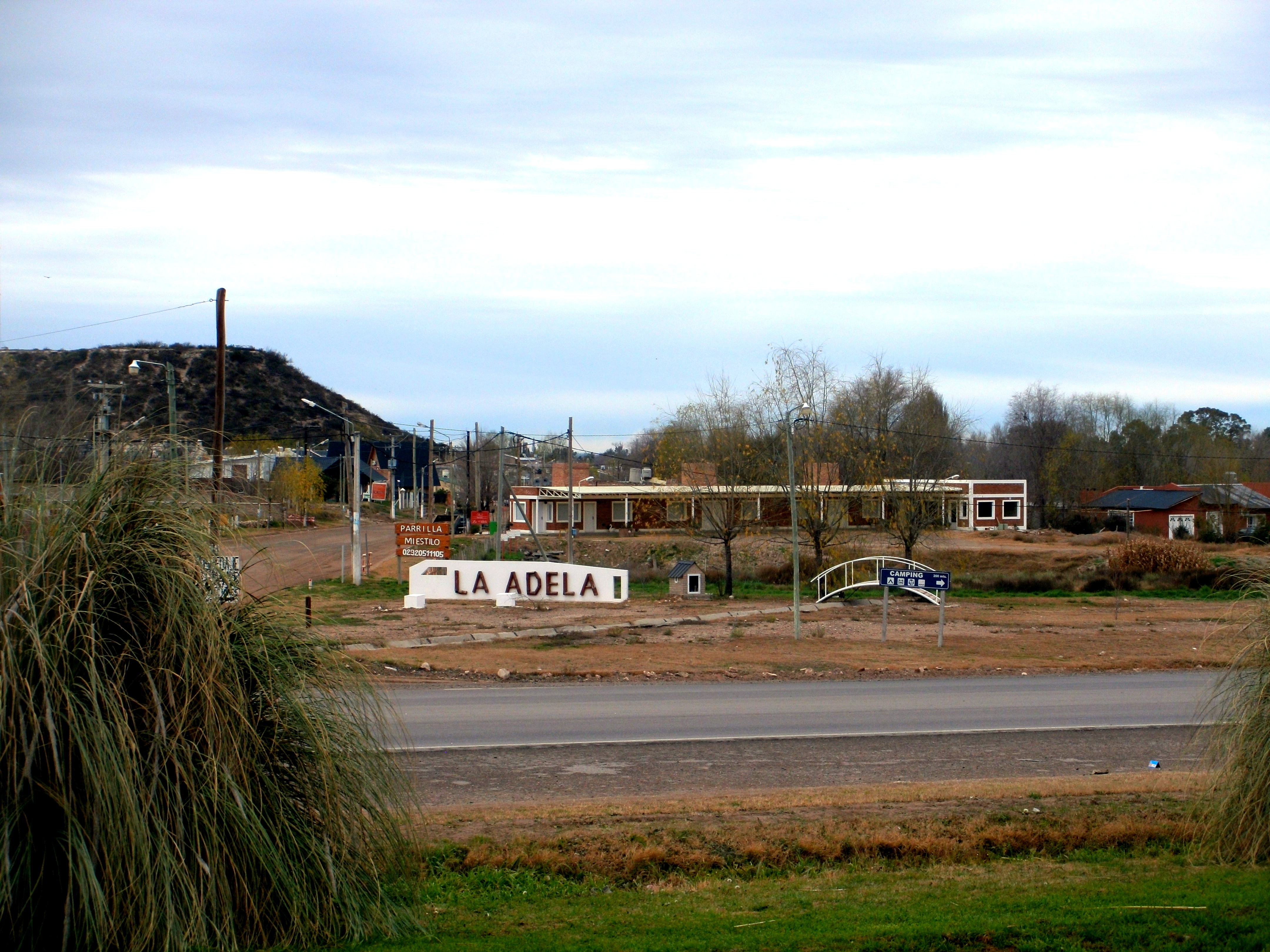
Ingreso a la localidad con su notoria geografía

Se extiende en casi toda la región, caracterizada por la presencia de desniveles más marcados hacia el Sur, con niveles planos, depresiones, grandes pendientes y bajos. "La Barda" como relieve característico del paisaje local. La barda, es el borde de la meseta formada por mantos de basalto, que terminan abruptamente en barrancas. Estas mesetas, cuya altura no superan 150 m s. n. m., se deben a movimientos epirogénicos de ascenso y descenso en las Eras Secundaria y Terciaria.
Se notan diferencias climáticas entre la meseta y el valle, con una mayor continentalidad en la meseta, y Tº máximas y mínimas acentuadas, con mayor frecuencia de heladas, una evaporación más elevada y precipitaciones menos abundantes. Diferencias manifestadas en la vegetación, si bien en general predomina el monte de 1 a 2 m de altura con escasa vegetación herbácea, por arbustos semixerófitos, espinosos, resinosos o áfilos. En la meseta predominan especies arbóreas como la jarilla el caldén, el algarrobo, el chañar, el piquillin, el llao-llín, el molle, gramíneas: base de alimentación del ganado vacuno y formado por especies apetecibles, como distintos especies de flechilla, el alfilerillo, poas, etc. y especies no apetecibles como pajas brava, yerba de oveja, tomillo, chilladora, olivillos, etc.

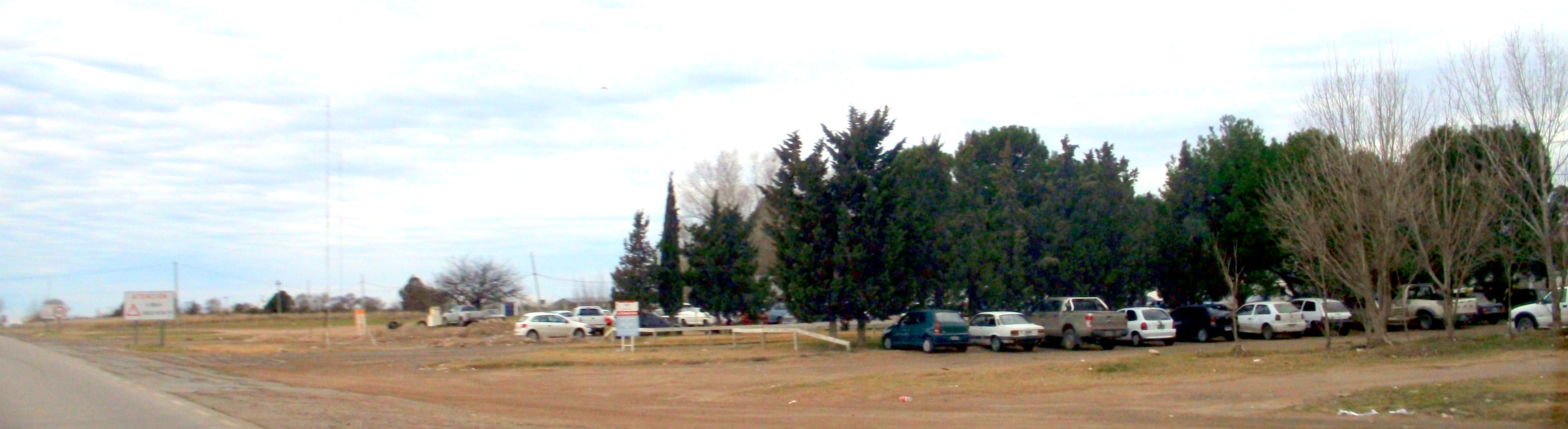
Vista del entorno rural de La Adela

### Valle
Por donde corre el río Colorado único afluente permanente, que ocupa el borde Sur del departamento.
La vegetación, además de las arbustivas, se presentan en forma discontinua otras especies como el sauce colorado, matorrales de chilca, cortaderas, cola de zorro, jume, paja vizcachera, etc. Suelos generalmente de textura franca a francoarenosas, con un horizonte petro-cálcico. Los suelos esqueléticos y las condiciones climáticas rigurosas con escasez de lluvias forma un sistema agroecológico frágil. Ésta es una zona donde es necesario evitar el desmonte, ya que al despojar el suelo de su vegetación natural puede sufrir la erosión por efecto del viento o las lluvias. Aunque en algunos sectores los caldenales fueron depredados, en otros lugares poco accesibles, se mantienen y sirven de refugio natural a especies. Especies como el puma extendido por todo el departamento inclusive en su momento se lo declaró plaga ya que los ganaderos tuvieron que proteger su ganado para no ser perjudicados. Otros animales: zorro gris, gato montés, gato del pajonal, piche, peludo, ñandú, martinetas, vizcachas, cardenales, etc.

### Fitogeografía, flora y fauna
- Pertenece a la Región Meridional; clima continental semiárido de sierras, mesetas, depresiones, bajos sin salidas.
- Suelos evolucionados Molisoles y Entisoles
- Lluvias medias anuales entre 400 y 500 mm; en el periodo estival
- Región fitogeográfica del caldenal con pastizales naturales de vegetación arbustiva baja perennifolia, sanofilos, zonas de monte con caldén
- Agricultura forrajera y manejo del pasto natural con destino a la producción ganadera
- Provincia botánica del espinal. Las zonas central y sur departamental, se considera de muy alta peligrosidad de incendios los que en época estival ocurren con bastante frecuencia y suelen tomar grandes dimensiones.

## Sitios históricos
- "El Boliche de Bagolle", un francés, instalado en Pichi-Mahuída, único comerciante, en rubros varios y en muchos kilómetros a la redonda, el boliche se encontraba sobre el paso obligado a las localidades de Guardia Mitre - Viedma - General Conesa y Río Colorado. De vez en cuando llegaban los dueños originales de las tierras en malón. A 25 km de Río Colorado
- "Chalet de Juliá", se encuentra dentro del casco frutícola, en la Colonia que lleva su nombre y la del Ing. Echarren, desde Bahía Blanca. La construcción del chalet posee características similares a las del Viejo Mundo, incluso se utilizó material traído de Francia. El chalet posee algunos argumentos arquitectónicos dignos de ser visitados. Esta visita se puede complementar con recorridas a las bodegas de la zona y por las chacras frutícolas.
- Reducto de un asentamiento indígena, allí se encuentran variadas formas de construcción de implementos y utensilios, realizados con piedras, maderas, cuero; y varias sepulturas, de niños de 12 años
- "Buena Parada", primer asentamiento, uno de los primeros fue el sacerdote salesiano, padre Bonaccina. Aquí comenzó, la ciudad de Río Colorado, merced a la amistad que unía al Presidente Julio A. Roca, con uno de los hacendados más importantes del país, los hermanos Burnichón.
- Salinas de Anzoátegui; fundadas por Fortunato Anzoátegui, producen más de un millón de t; casco urbano, que en alguna época fue un poblado, con estación de ferrocarril, usina, capilla, almacenes

### Iglesia Santa Teresita del Niño Jesús
Inaugurada el 30 de agosto de 1935, se destaca entre las bardas y el río. El sacerdote Ángel Buodo hizo votos de levantar este templo en honor a Santa Teresita. Se consiguieron de los Arsenales de la Nación que las campanas, se fundieran con bronce de cañones de la "Campaña al Desierto". En su inauguración se encontraba el presidente de la República, Agustín Pedro Justo y el cardenal Copello.